# 新城 (伊利諾伊州)
新城（英語：New City）是位於美國伊利諾伊州桑加蒙縣的一個非建制地區。該地的面積和人口皆未知。

## 地理
新城的座標為39°40′09″N 89°32′21″W / 39.66917°N 89.53917°W，而該地的平均海拔高度為180米（即591英尺）。